# アロジン
アロジンとはアルミニウムにクロメート処理をしたもので、日本パーカライジングの商標。
アルミニウムの耐食性、塗装密着性の向上を目的として行われる。またアルマイトと違い、不動態被膜が無い為導電性がある。

## 概要
処理方法は無色処理（アロジン#1000）と有色処理（アロジン#1200）がある。リン酸クロメートかクロム酸クロメートを使用するかによって色が変わってくる。
リン酸クロメートの場合は緑色の被膜を形成するが、クロム酸クロメートの場合は黄金色の被膜を形成する。またアルミニウム合金の化学成分によって色も多少変化する。
2006年7月に施行されたRoHSに対応するため、クロムを使用しないノンクロムアロジンやパルコート処理という処理もある。
航空機の機体は下地処理をリン酸クロメートの上に緑色のジンククロメートを塗装するのが一般的なため、飛行可能となった状態で行う最初のテスト飛行を「Green Flight」と呼ぶ。